# 萨尔韦登
萨尔韦登（法語：Sarrewerden，法語發音：[saʁvɛʁdən]；莱茵法兰克语：Sààrwerde）是法国下莱茵省的一个市镇，属于萨韦尔讷区。

## 地理
萨尔韦登（48°55'22"N, 7°5'1"E）面积16.73 平方千米，位于法国大東部大區下莱茵省，该省份为法国大陆部分最东部的省份，是阿尔萨斯的一部分，今与上莱茵省组成了阿尔萨斯欧洲集体，其南至上莱茵省，西南接孚日省和默尔特-摩泽尔省，西接摩泽尔省，北与德国接壤，东侧沿莱茵河与德国相望。
与萨尔韦登接壤的市镇（或旧市镇、城区）包括：比尔巴克、迪登多夫、阿尔斯基申、里姆斯多夫、萨尔于尼翁、沃尔夫斯基申。
萨尔韦登的时区为UTC+01:00、UTC+02:00（夏令时）。

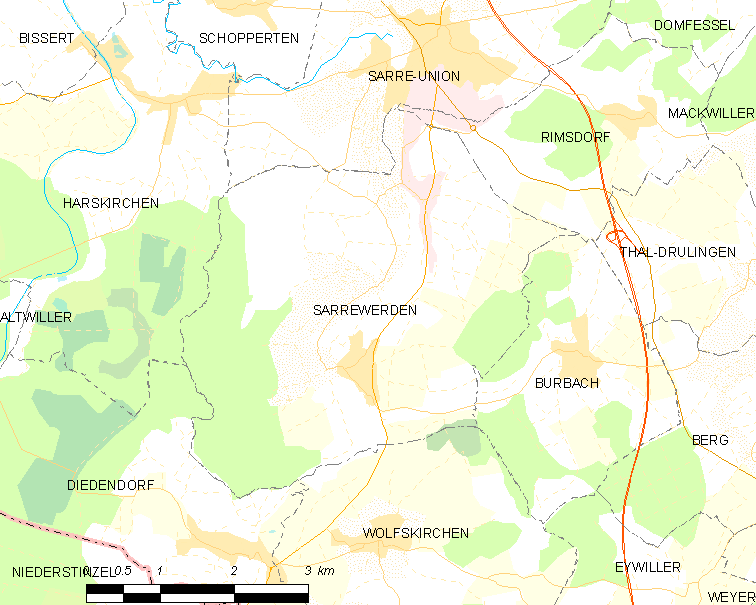
萨尔韦登的OSM定位图

## 行政
萨尔韦登的邮政编码为67260，INSEE市镇编码为67435。

## 政治
萨尔韦登所属的省级选区为英维莱尔县。

## 人口

1962-2008年间萨尔韦登人口变化图示

萨尔韦登于2022年1月1日时的人口数量为820人。